# سیت پلزنت (مریلند)
سیت پلزنت (به انگلیسی: Seat Pleasant) شهری در ایالت مریلند کشور ایالات متحده آمریکا است که جمعیت آن در سرشماری سال ۲۰۱۰ میلادی، ۴٬۵۴۲ نفر بوده‌است.